# 运城三大寺
运城三大寺位于中国山西省运城市盐湖区东城街道东阜社区南城墙街曹家巷1号。
运城三大寺已公布为盐湖区文物保护单位，古建筑类，年代为清。